# Rapid Support Forces
Die Rapid Support Forces (RSF; arabisch قوات الدعم السريع Quwwāt ad-daʿm as-sarīʿ, deutsch Schnelle Unterstützungskräfte) sind eine paramilitärische Gruppe im Sudan, die bis zu dessen Sturz dem Kommando von Präsident Umar al-Baschir unterstand und danach an der Militärregierung beteiligt war. Seit Mitte April 2023 versucht die RSF, die Kontrolle im Sudan zu erlangen; an vielen Orten im Land greift sie Einrichtungen der sudanesischen Streitkräfte und deren Regierung an. Analysten gehen von geschätzten 70.000 bis 100.000 RSF-Kämpfern im Sudan aus.

Die RSF entstand 2013 und besteht größtenteils aus der muslimischen Dschandschawid-Miliz, die im Darfur-Konflikt auf Seiten der sudanesischen Regierung kämpfte und dabei für zahlreiche Menschenrechtsverletzungen und Kriegsverbrechen verantwortlich gemacht wird. Ihr Kommandeur ist Generalleutnant Mohammed Hamdan Dagalo. 

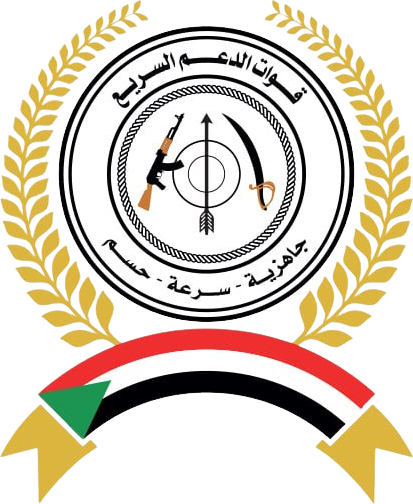
Logo der Rapid Support Forces (RSF)

## Aktivitäten und Einsatzgebiet

### Zweiter Libyscher Bürgerkrieg
Im Libyschen Bürgerkrieg unterstützte die RSF im Juli 2019 die Libyan National Army (LNA) unter Khalifa Haftar in Tobruk bei deren Offensive im Westen des Landes. Rund 1000 RSF-Kämpfer waren in Libyen.

### Krieg im Jemen
Im Jemenkrieg kämpfen die RSF zusammen mit der Sudanesischen Armee auf Seiten Saudi-Arabiens gegen die Huthi-Rebellen. General Dagalo bestätigte im April 2019, dass sudanesische Truppen auch nach dem Sturz von Präsident al-Baschir weiterhin im Jemen bleiben werden, bis „die Ziele der Allianz erreicht sind“.

### Unterbindung von Migration im Auftrag der EU
Seit der Flüchtlingskrise in Europa ab 2015 arbeitete die Europäische Union im Zuge des Khartum-Prozesses mit einigen afrikanischen Ländern, unter anderem dem Sudan, zusammen, um illegale Migration nach Europa und Menschenschmuggel zu bekämpfen. Für den Grenzschutz, der mit finanziellen Mitteln von der EU unterstützt wurde und Migranten an der Weiterreise nach Libyen und von dort nach Europa hindern sollte, waren auch die RSF zuständig.

### Militärputsch und Massaker an Demonstranten
Die RSF waren im Frühjahr 2019 an dem Militärputsch beteiligt, der zum Sturz von Staatspräsident Umar al-Baschir führte. General Daglo wurde nach dem Militärputsch stellvertretender Vorsitzender des Militärrates, der vorerst die Regierungsgeschäfte übernahm. Am 3. Juni 2019 ereignete sich vor dem Hauptquartier der Armee ein Massaker an Demonstranten: Über hundert Protestierende kamen ums Leben, über 300 weitere wurden verletzt. Für das Massaker werden vor allem die RSF verantwortlich gemacht. Kämpfer der RSF sollen außerdem zahlreiche Frauen und Männer vergewaltigt haben.

### Putschversuch 2023
Seit dem 15. April 2023 versucht die RSF, die Kontrolle im Sudan zu erlangen. Sie griff bisher an mehreren strategisch wichtigen Orten im Land Einrichtungen der Sudanesischen Streitkräfte und deren Regierung an.

### Belagerung von El Fasher bzw. al-Fāschir
Im Mai 2024 begannen die RSF, die Stadt Al-Fāschir zu belagern. Hatte ein Teil der Bewohner flüchten können, hielten sich mit Beginn der Belagerung etwa 300.000 Menschen in der Stadt auf. Im August 2025 warnte das Welternährungsprogramm (WFP), dass die Bewohner aufgrund der Abgeschnittenheit von humanitärer Hilfe bzw. aufgrund der Hungersnot ums Überleben kämpfen; so müssten die Bewohner mitunter auf Abfälle und Tierfutter zurückgreifen, um nicht zu verhungern.

## Kooperation mit der Gruppe Wagner
Al Araby TV berichtete von Verbindungen zwischen dem russischen privaten Militärunternehmen Wagner und Mohamed Hamdan Dagalo. Geleakte Dokumente weisen auf die Unterstützung durch Wagner hin: Die Gruppe Wagner soll Dagalos Truppen Ausbildung und Ausrüstung einschließlich gepanzerter Fahrzeuge und Kampfhubschraubern bereitgestellt haben. Wagner soll auch während Dagalos Besuch in Russland im Jahr 2018 Sicherheitsdienste für diesen erbracht haben.
Laut Robert Lansing Institute besteht die Rolle der Gruppe Wagner in der Region vor allem darin, den von Dagalos RSF beherrschten Goldbergbau zu schützen und zu kontrollieren. Es gehe darum, Konkurrenten in der Goldbergbauindustrie in Süd-Darfur zu bekämpfen. Das Robert Lansing Institute geht davon aus, dass Russland das Gold aus dem Sudan unter Umgehung offizieller Goldexportbestimmungen nach Russland bringt und der Haushalt des Sudan Milliarden USD verliert.